# Wałerija Złatowa
Wałerija Wasyliwna Złatowa (ukr. Валерія Василівна Златова; ur. 26 lutego 1983) – ukraińska zapaśniczka startująca w stylu wolnym.

## Kariera
Zajęła siedemnaste miejsce na mistrzostwach świata w 2006. Wicemistrzyni Europy w 2008. Brązowa medalistka akademickich MŚ w 2004. Czwarta w Pucharze Świata w 2005 i szósta w 2006 roku.